# Si Jiahui

## Biografia
Nascido na China em 2002, é jogador profissional de snooker desde 2019. Não venceu nenhum torneio de ranking, e o seu maior feito foi alcançar a semi-final do Campeonato Mundial de Snooker de 2023, onde foi derrotado (por 15-17) por Luca Brecel. Ainda não obteve em competição a ambicionada tacada máxima, e a mais alta da sua carreira é 140.